# Anotheca spinosa
Anotheca spinosa is een kikker uit de familie boomkikkers (Hylidae). Er is nog geen Nederlandse naam voor deze monotypische soort, de enige uit het geslacht Anotheca. De soort werd voor het eerst wetenschappelijk beschreven door Franz Steindachner in 1864. Oorspronkelijk werd de wetenschappelijke naam Hyla spinosa gebruikt.

## Uiterlijke kenmerken
De soort is eenvoudig te herkennen aan de krans van stekelige bultjes op de bovenzijde van de kop, die aan een kroon doet denken. De kleur is lichbruin met donkere flanken en onregelmatige afstekende donkere vlekken op de rug en poten. De buikzijde is donker met lichtere vlekken. Mannetjes worden ongeveer 7 centimeter, vrouwtjes worden iets groter tot 8 cm.

## Algemeen
Anotheca spinosa leeft in nevelwouden in Costa Rica, Honduras, Mexico en Panama. Het is een boombewonende soort die het gehele jaar actief is maar moeilijk is te vinden. Mannetjes zoeken een met water gevulde holte in een stam of stengel en kwaken om een vrouwtje te lokken. De eitjes worden in de holte afgezet, net boven het wateroppervlak. De kikkervisjes hebben een donkerbruine kleur met een grijsblauwe buikzijde, als ze uit het ei komen kunnen ze direct zuurstof uit de lucht opnemen. Het vrouwtje blijft terugkomen naar de holte om onbevruchte eitjes af te zetten, deze worden gegeten door de larven en dienen als voedseleitjes. Ook bevruchte eitjes worden weleens afgezet, maar de larven verdwijnen na enkele dagen en worden kennelijk ook gegeten.
De kikker behoorde vroeger tot het geslacht Gastrotheca en wordt tegenwoordig ook wel tot de familie Amphignathodontidae gerekend op basis van uiterlijke kenmerken. Er zijn ook verschillen; zo is de broedzorg minder goed ontwikkeld dan bij Amphignathodontidae- soorten, die buidelkikkers worden genoemd vanwege het feit dat de larven in een buidel worden meegedragen.